# De vos en het bos
De vos en het bos is een sciencefictionverhaal geschreven door de Amerikaan Ray Bradbury in 1951. The fox and the forest was eerder verschenen als To the future in het blad Collier’s. Het werd later opgenomen in de verzameling The illustrated man. In het Nederlandse taalgebied verscheen in de bundel De geïllustreerde man bij Born NV Uitgeversmaatschappij in de serie Born SF (1976). In 1984 verscheen hetzelfde verhaal onder de titel De vos en het woud bij uitgeverij Spectrum. 

## Het verhaal
William en Susan Travis zijn het jaar 2155 ontvlucht. Er is dan een atoomoorlog aan de gang. De leefomstandigheden zijn voor iedereen erbarmelijk. William, een atoomgeleerde heeft besloten er niet verder aan mee te willen werken en schakelt een bureau in dat tijdreizen organiseert. Ze vluchten naar 1938 en belanden in Maxico. Om aan 2155 te kunnen blijven ontsnappen is het noodzakelijk dat ze permanent op de vlucht blijven en dat zo onopvallend mogelijk. Het blijkt tevergeefs als tijdpolitieagent Simms hun toch ontdekt. Susan wil absoluut niet terug. Uitkomst biedt regisseur John Melton, die in Hollywood een film wil opnemen over mensen, die het jaar 2155 zijn ontvlucht naar het verleden om te ontkomen aan de atoomoorlog. William en Susan zien daarin een middel om te ontsnappen aan Simms en willen met Melton meereizen.
Melton blijkt de wolf in schaapskleren als hij het stel de volgende dag ophaalt uit het hotel. De cameraploeg blijkt niet als zodanig te werken maar is gevormd uit mensen, die tijdvluchtelingen terug brengt naar hun originele tijd. Cameraploeg en beoogde acteurs worden terugverplaatst naar 2155. 